# Hyposmocoma phalacra
Hyposmocoma phalacra là một loài bướm đêm thuộc họ Cosmopterigidae. Nó là loài đặc hữu của Kauai.